# Verizon Wireless Amphitheater Selma
Verizon Wireless Amphitheater Selma é uma arena multi-uso localizado em Selma, Estados Unidos.

## História
Abriu em 2001 pela Clear Channel Entertainment. Sua sucessora, a Live Nation, colocou a arena à venda em 2007, e vendeu-a para uma estatal de Dallas, a Stream Realty, em 2009.  A venda incluiu uma restrição de 7 anos contra seu uso contínuo como uma sala de shows.  Depois de considerar fazer, inicialmente, um redesenvolvimento, a Stream Realty decidiu comercializar o imóvel para revenda. Mais tarde, em 2009, uma grande igreja local, River City Community Church, celebrou um contrato de compra da instalação, mas teve de cancelar a operação (e perder um depósito) depois de não conseguir encontrar financiamento.  No entanto, a propriedade permaneceu no mercado, e em 2011 a River City Community Church foi bem sucedida em seu esforço renovado para comprar o estabelecimento.  A igreja iniciou a renovação das instalações.